# 普通高等学校招生全国统一考试（上海卷）
普通高等学校招生全国统一考试（上海卷）是由每年1月、6月中華人民共和國上海市参加普通高等学校招生全国统一考试（以下简称“上海高考”）的考生使用的试题。

## 概况
1985年，上海拿到高考单独命题权。2017年以后，上海市的秋季高考采用“3+3”的制度进行招生，春季高考则采用“3+1”制度。秋季高考考试科目为语文、数学、外语及上海市普通高中学业水平等级性考试中考生自主选择的3门科目，春季高考的科目则为语文、数学、外语及各高校的自主校测。
语文、数学、外语满分都为150分，上海市普通高中学业水平等级性考试中考生自主选择的3门科目满分都是70分，分为五等十一级，总分660分。
| 等级                                                  | A+ | A    | B+    | B     | B-    | C+    |
| ----------------------------------------------------- | -- | ---- | ----- | ----- | ----- | ----- |
| 考生的原始分数排名在全体取得有效成绩考生中大约比例(%) | 5  | 5~15 | 15~25 | 25~35 | 35~45 | 45~55 |
| 对应赋分（满分70分）                                  | 70 | 67   | 64    | 61    | 58    | 55    |

| 等级                                                  | C     | C-    | D+    | D     | E   |
| ----------------------------------------------------- | ----- | ----- | ----- | ----- | --- |
| 考生的原始分数排名在全体取得有效成绩考生中大约比例(%) | 55~65 | 65~75 | 75~85 | 85~95 | 95+ |
| 对应赋分（满分70分）                                  | 52    | 49    | 46    | 43    | 40  |

外语科目实行“一年两考”，考生在1月春季高考、6月秋季高考时各有一次考试机会，两次取较高分计入高考总分。

## 秋季高考录取批次（2017-19年）

### 本科层次
1. 综合素质评价招生
2. 提前批次，包括北大清华零志愿批、本科提前批、农村专项计划批次、艺体类本科批次。
3. 本科普通批
4. 本科征求志愿，包括第一和第二次。

### 专科层次
1. 高职(专科)提前批次。
2. 高职(专科)艺术类批次。
3. 高职(专科)普通批次。
4. 专科征求志愿。[4]